# New Attitude
New Attitude è il secondo e ultimo album del girl group australiano Young Divas, pubblicato il 24 novembre 2007.
Dall'album è stato estratto il singolo Turn Me Loose, il quale ha raggiungto la quindicesima posizione in Australia.

## Tracce
1. Got to Be Real – 3:48 (David Foster, David Paich, Cheryl Lynn) – Originariamente interpretata da Cheryl Lynn
2. If I Can't Have You – 3:27 (Barry Gibb, Maurice Gibb, Robin Gibb) – Originariamente interpretata dai Bee Gees
3. Turn Me Loose (feat. Savage) – 3:48 (Paul Dean, Mike Reno) – Originariamente interpretata da Loverboy
4. New Attitude – 3:42 (Jon Gilutin, Bunny Hull, Sharon Robinson) – Originariamente interpretata dai Patti LaBelle
5. Jump (For My Love) – 3:43 (Stephen Mitchell, Marti Sharron, Gary Skardina) – Originariamente interpretata dalle The Pointer Sisters
6. Love Will Lead You Back – 3:56 (Diane Warren) – Originariamente interpretata da Taylor Dayne
7. Chain Reaction – 3:30 (Barry Gibb, Maurice Gibb, Robin Gibb) – Originariamente interpretata da Diana Ross
8. I Can't Wait – 4:03 (Stevie Nicks, Rick Nowels, Eric Pressly) – Originariamente interpretata da Stevie Nicks
9. I'm So Excited – 3:42 (Anita Pointer, June Pointer, Ruth Pointer, Trevor Lawrence) – Originariamente interpretata dalle The Pointer Sisters
10. Tell It to My Heart – 3:49 (Seth Swirsky, Ernie Gold) – Originariamente interpretata da Taylor Dayne
11. Dear Santa (Bring Me a Man This Christmas) – 3:41 (Paul Jabara, Eric Shaffer) – Originariamente interpretata dalle The Weather Girls

Traccia bonus
1. I Wanna Dance with Somebody (Who Loves Me) – 3:55 (George Merrill, Shannon Rubicam) – Originariamente interpretata da Whitney Houston

## Classifiche

### Classifiche Settimanali
| Classifica (2007) | Posizione massima |
| ----------------- | ----------------- |
| Australia         | 10                |

### Classifiche di fine anno
| Classifica (2007) | Posizione |
| ----------------- | --------- |
| Australia         | 93        |